# Коронел-Фабрісіану
Коронел-Фабрісіану (порт. Coronel Fabriciano) — місто і муніципалітет в Бразилії, у регіоні Валі-ду-Асу («стальна долина») штату Мінас-Жерайс. Населення муніципалітету станом на 2007 рік за даними IBGE становило близько 101 тис. мешканців, дохід на душу населення — 4478 реалів на рік. площа муніципалітету 221,05 км².
| Бразилія | Це незавершена стаття з географії Бразилії. Ви можете допомогти проєкту, виправивши або дописавши її. |